# Avatar (Avatar)
Avatar è il terzo album in studio dell'omonimo gruppo melodic death metal svedese.

## Tracce
1. Queen of Blades – 4:28
2. The Great Pretender – 4:03
3. Shattered Wings – 3:35
4. Reload – 4:13
5. Out of Our Minds – 4:29
6. Deeper Down – 3:46
7. Revolution of Two – 5:08
8. Roadkill – 3:28
9. Pigfucker – 2:08
10. Lullaby (Death All Over) – 7:46

## Formazione
- Johannes Eckerström – voce
- Jonas Jarlsby – chitarra
- Simon Andersson – chitarra
- Henrik Sandelin – basso
- John Alfredsson – batteria

## Classifiche
| Classifica (2009) | Posizione massima |
| ----------------- | ----------------- |
| Svezia            | 36                |